# Don Quijote de la láctea
Don Quijote de la láctea  una serie de televisión animada colombiana, de carácter educativo que se transmitió por Señal Colombia en 2014. Es la versión intergaláctica de Don Quijote de la Mancha de Miguel de Cervantes con el objetivo de buscar el origen de la palabra relacionada.
El Imperio Hispacial cuyo idioma oficial es el Español y el estandarte de la Ñ está en toda la galaxia. La Infanta Doña Aldonza es la heredera del trono y antes de convertirse en Emperatriz quiere ser reconocida entre sus súbditos y los miembros de la corte por su labor de cuidar el buen uso del lenguaje. Para ello encomienda a Don Quijote y su fiel robot S.A.N.C.H.O. que busquen el origen de las palabras, guiados por el conocimiento de la guardiana de palabras: la súper-ordenadora Dulcinea 3000. Miles de idiomáticas aventuras les esperan cuando viajen en los Molinos del Tiempo o a bordo de su corcel espacial, Rocinan-T por todos los confines del Imperio, mientras gritan su lema: ¡HABRÁ PALABRA!

## Personajes
- Don Quijote: Es el personaje principal de la serie y comanda el los viajes al tiempo y a los planetas para buscar palabras.
- S.A.N.C.H.O.(Sistema Auto Neuro Compilado Histórico y Otros) el robot y ayudante fiel de Don Quijote es el que captura las palabras y su risa es JA JE JI JO JU.
- Dulcinea 3000 Es la súper-ordenadora una especie de máquina recreativa, ella les dice a donde tienen que viajar para encontrar la palabra, Don Quijote está enamorado de ella.
- La Infanta Doña Aldonza Es la heredera del trono del Imperio Hispacial y siempre regaña a Don Quijote y a veces alienta mucho a S.A.N.C.H.O. su frase es (Es imperativo).

## Episodios
Estos son los episodios donde está relacionado con la palabra que tienen que buscar
- Ave Sagrado Dado: palabra (Aventura)
- ¿Y ponqué se dice así?: palabra (Ponqué)
- S.A.N.C.H.O.M.G.: palabra (Internet)
- Don Quijote de No Manches: palabra (Guey)
- Quijo T.V.: palabra (Televisión)
- Recordar para vivir: palabra (Recordar)
- Nada haremos: palabra (Piscina)
- Al jeque le aqueja la jaqueca: palabra (Jaqueca)
- ¿cara o qué?: palabra (Karaoke)
- Por un puñado de alfileres: palabra (Bluyín)
- Se van sus naves: palabra (Paradoja)
- Fiebre de sábado en la láctea: palabra (Alucinación)
- En un https://www.senalcolombia.tv/general/revive-en-nuestra-pantalla-las-producciones-mas-premiadas-de-2015 (Navidad)

## Premios y nominaciones
| Año  | Premio                                                                                  | Categoría                                                                                        | Resultado | Ref              |
| ---- | --------------------------------------------------------------------------------------- | ------------------------------------------------------------------------------------------------ | --------- | ---------------- |
| 2012 | Mercado de Coproducción Señal Colombia                                                  |                                                                                                  | Ganador   | [cita requerida] |
| 2012 | Convocatoria Nacional de Estímulos en Comunicaciones 2012, ANTV y Ministerio de Cultura | Beca de creación y producción de nuevos contenidos de ficción o no ficción para público infantil | Ganador   | [cita requerida] |
| 2014 | 30.a edición de los Premios India Catalina                                              | Mejor programa infantil                                                                          | Nominado  | [ 2 ]            |
| 2015 | Festival Chilemonos                                                                     | Mejor Serie latinoamericana                                                                      | Ganador   | [ 3 ] [ 4 ]      |

### Participaciones en festivales
- Competencia Oficial: Mi TV de la 13.ª edición del Festival Internacional de Cine NUEVA MIRADA para la Infancia y la Juventud
- Selección oficial del Festival Internacional de Animación: NonStop Animació, competencia de series de TV (Barcelona, España), 2014
- Selección Festival internacional de cine para niños y jóvenes DIVERCINE, 2014
- Mención Cortometraje en animación en el XXIII Festival internacional de cine para niños y jóvenes DIVERCINE, 2014